# Crestot
Crestot és un municipi francès situat al departament de l'Eure i a la regió de Normandia. L'any 2007 tenia 383 habitants.

## Demografia

### Població
El 2007 la població de fet de Crestot era de 383 persones. Hi havia 133 famílies, de les quals 20 eren unipersonals (8 homes vivint sols i 12 dones vivint soles), 42 parelles sense fills, 67 parelles amb fills i 4 famílies monoparentals amb fills.
La població ha evolucionat segons el següent gràfic:
Habitants censats

### Habitatges
El 2007 hi havia 145 habitatges, 136 eren l'habitatge principal de la família, 6 eren segones residències i 2 estaven desocupats. Tots els 144 habitatges eren cases. Dels 136 habitatges principals, 130 estaven ocupats pels seus propietaris, 5 estaven llogats i ocupats pels llogaters i 1 estava cedit a títol gratuït; 2 tenien dues cambres, 12 en tenien tres, 35 en tenien quatre i 86 en tenien cinc o més. 112 habitatges disposaven pel capbaix d'una plaça de pàrquing. A 53 habitatges hi havia un automòbil i a 76 n'hi havia dos o més.

### Piràmide de població
La piràmide de població per edats i sexe el 2009 era:
| Homes | Edats   | Dones |
| ----- | ------- | ----- |
| 0     | 95 o +  | 0     |
| 0     | 90 a 94 | 0     |
| 0     | 85 a 89 | 0     |
| 0     | 80 a 84 | 0     |
| 0     | 75 a 79 | 4     |
| 0     | 70 a 74 | 4     |
| 12    | 65 a 69 | 8     |
| 4     | 60 a 64 | 12    |
| 16    | 55 a 59 | 12    |
| 12    | 50 a 54 | 12    |
| 12    | 45 a 49 | 12    |
| 20    | 40 a 44 | 12    |
| 4     | 35 a 39 | 16    |
| 12    | 30 a 34 | 4     |
| 16    | 25 a 29 | 4     |
| 4     | 20 a 24 | 20    |
| 12    | 15 a 19 | 4     |
| 24    | 10 a 14 | 12    |
| 12    | 5 a 9   | 12    |
| 8     | 0 a 4   | 4     |

## Economia
El 2007 la població en edat de treballar era de 230 persones, 178 eren actives i 52 eren inactives. De les 178 persones actives 163 estaven ocupades (90 homes i 73 dones) i 14 estaven aturades (8 homes i 6 dones). De les 52 persones inactives 20 estaven jubilades, 15 estaven estudiant i 17 estaven classificades com a «altres inactius».

### Ingressos
El 2009 a Crestot hi havia 134 unitats fiscals que integraven 394,5 persones, la mediana anual d'ingressos fiscals per persona era de 18.634 €.

### Activitats econòmiques
Dels 9 establiments que hi havia el 2007, 4 eren d'empreses de construcció, 1 d'una empresa de comerç i reparació d'automòbils, 1 d'una empresa de transport, 1 d'una empresa financera, 1 d'una empresa de serveis i 1 d'una empresa classificada com a «altres activitats de serveis».
Dels 4 establiments de servei als particulars que hi havia el 2009, 1 era un guixaire pintor, 2 fusteries i 1 lampisteria.
L'any 2000 a Crestot hi havia 12 explotacions agrícoles.

## Poblacions més properes
El següent diagrama mostra les poblacions més properes.